# Kino&Co
Kino&Co (in der Schreibweise des Verlages kino&co) ist eine deutsche Filmzeitschrift, die deutschlandweit zur kostenfreien Mitnahme in den Kinos ausliegt – unter anderem als offizielles Hausmagazin so großer Kinoketten wie Cineplex. Der Untertitel des Magazins lautet passion for entertainment.
Von Mai 2003 bis Februar 2004 erschien kino&co wöchentlich, seit der Fusion mit der deutschen Ausgabe von Skip – Das Kinomagazin erscheint kino&co monatlich.
Bis zur Übernahme durch Mediatainment Publishing Verlagsgesellschaft mbH war eine journalistische Unabhängigkeit nicht gegeben. Somit wurden alle besprochenen Filme ausschließlich positiv bewertet, um ein Kinobesuch zu motivieren. Inzwischen hat es sich kino&co zur Aufgabe gemacht, auch kritischere Meinungen zu vertreten.
Im Mai 2007 erfolgte ein Relaunch mit dem Claim Dein Ticket nach Hollywood. Gründer und Herausgeber (bis April 2010) war der Medienunternehmer Timo Busch, von dessen Verlagsgruppe Film Fachverlag kino&co bis zur Übernahme durch die S&L Medien Gruppe, München, verlegt wurde.
2015 erfolgte die Übernahme des Wettbewerbers Treffpunkt Kino der Busch Entertainment Media und die anschließende Fusion der beiden Zeitschriften unter dem Namen kino&co. Damit ist kino&co (inklusive der individuell für Kinos gestalteten Ausgaben) nach Angaben des Verlages Deutschlands größtes Kinomagazin.
Zur Produktfamilie gehören unter anderem noch streams&co, das Kindermagazin kikico sowie das Adult-Only-Magazin eLine&co.